# ماورو فيجليانو
ماورو فيجليانو (5 أغسطس 1975) هو حكم كرة قدم أرجنتيني. أدار بعض المباريات في كأس ليبرتادوريس ومباراة بين الإكوادور وبيرو في تصفيات كأس العالم روسيا 2018.

## روابط خارجية
ماورو فيجليانو على موقع أوليمبيديا (الإنجليزية)